# Domfront (Oise)
Domfront ist eine französische Gemeinde mit 317 Einwohnern (Stand 1. Januar 2022) im Département Oise in der Region Hauts-de-France (vor 2016 Picardie). Sie gehört zum Arrondissement Clermont und zum Kanton Estrées-Saint-Denis (bis 2015 Maignelay-Montigny). Die Einwohner werden Domfrontais genannt.

## Geographie
Domfront liegt etwa 28 Kilometer nordwestlich von Compiègne am Trois Doms. Umgeben wird Domfront von den Nachbargemeinden Royaucourt im Norden und Nordwesten, Rubescourt im Norden und Osten, Le Ployron im Südosten, Godenvillers im Süden sowie Dompierre im Westen und Südwesten.

## Bevölkerungsentwicklung
| Jahr                      | 1962 | 1968 | 1975 | 1982 | 1990 | 1999 | 2006 | 2013 |
| Einwohner                 | 313  | 306  | 317  | 320  | 287  | 303  | 309  | 332  |
| Quelle: Cassini und INSEE |      |      |      |      |      |      |      |      |

## Sehenswürdigkeiten
- Kirche Saint-Front, wieder errichtet im 20. Jahrhundert
- Konvent der Schwesternschaft Notre-Dame-de-la-Compassion aus dem 19. Jahrhundert mit Kapelle und Uhrenturm